# Парнас (автостанция)

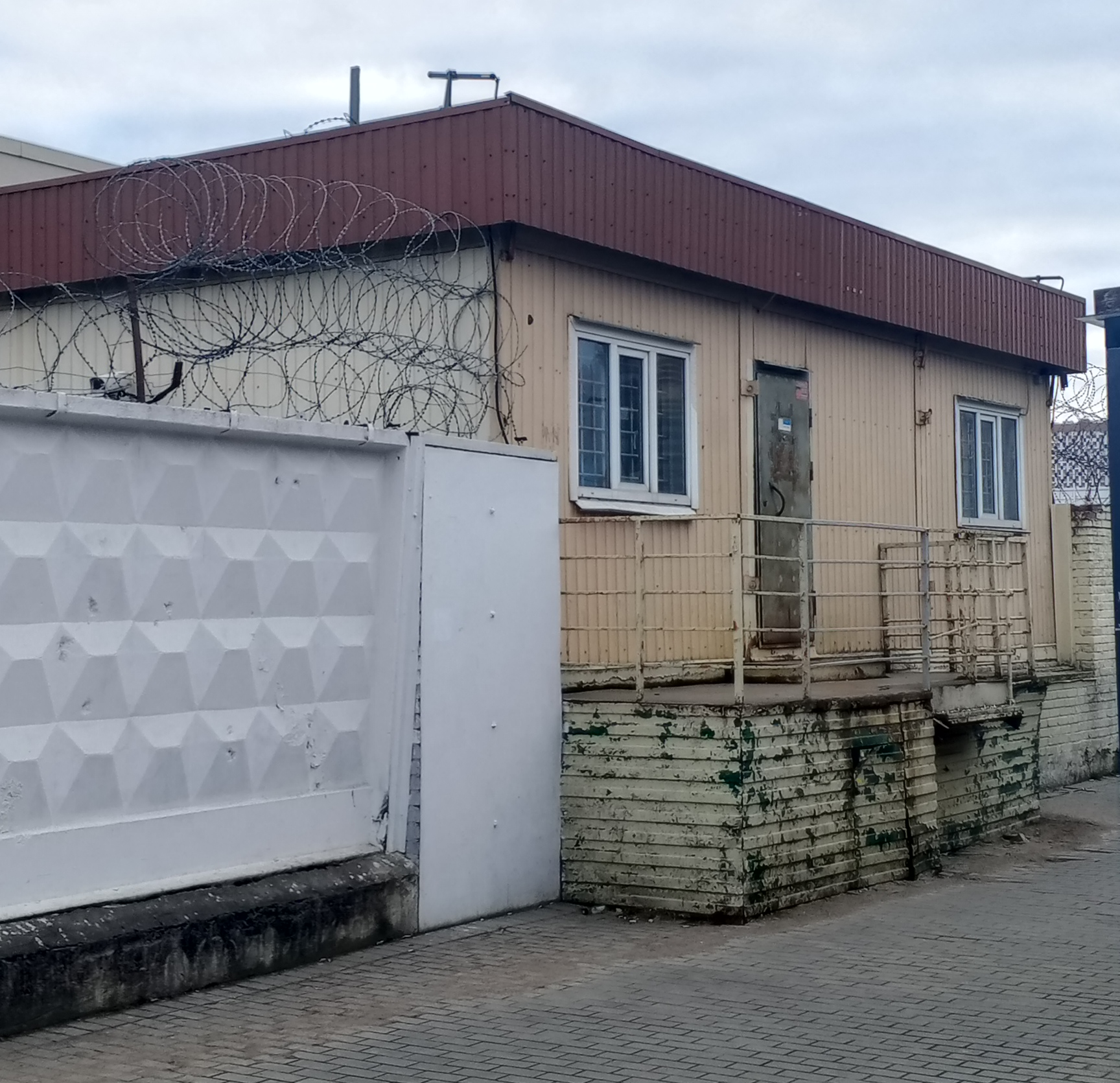

Парна́с — междугородная автобусная станция в Санкт-Петербурге. Расположена на улице Михаила Дудина у станции метро «Парнас». От автостанции отправляются междугородные маршруты по Карельскому перешейку.

## История
Автостанция была открыта 2 июня 2007 года под управлением ОАО «Леноблпассажиравтотранс». От неё стали отправляться автобусы по маршрутам:
- № 830 — на Приморск (4 рейса)
- № 850 — на Выборг (24 рейса)
- № 858 — на Выборг (4 рейса)

С 21 июня 2007 года количество рейсов на маршруте № 850 было увеличено до 36. 15 ноября 2007 года автостанция была закрыта, маршруты перенесены на Северный автовокзал. 26 ноября 2007 года автостанция возобновила работу под управлением СПб ГУП «Пассажиравтотранс». От неё стали отправляться автобусы по маршруту № 850 в количестве 32 рейсов в сутки.
В апреле 2008 года от автостанции было возобновлено движение автобусов по маршруту № 830 в количестве двух рейсов в сутки. С 15 июня 2008 года количество рейсов на маршруте было увеличено до восьми. С 1 августа 2008 года количество рейсов на маршруте № 850 было увеличено до 42.
С 1 мая 2009 года от автостанции стали отправляться автобусы по маршрутам:
- № 859 до Приозерска (19 рейсов)
- № 885 до Ромашек (1 рейс)

Летом 2008 года было объявлено о планах по строительству автовокзала у станции метро «Парнас» для автобусных маршрутов в северные районы Ленинградской области, Карелию и Финляндию.

## Современное состояние
В настоящее время автостанции фактически не существует, автобусы отправляются от остановочного пункта "станция метро «Парнас».
По состоянию на июль 2025 года от автостанции отправляются следующие междугородные маршруты:
| №   | Конечный пункт | Перевозчик        |
| --- | -------------- | ----------------- |
| 402 | Сосновый Бор   | ООО «Вест-Сервис» |
| 830 | Приморск       | ООО «ПТК»         |